# 이주형 (축구 선수)
이주형(Lee Ju-Hyeong, 1992년 7월 25일 ~ )은 대한민국의 축구 선수이며 포지션은 공격수이다.

## 경력
우석대학교에 진학하였고, 2015년 내셔널리그의 울산 현대미포조선입단 후, 2016년까지 33경기에 나서 4골 2도움을 기록하며 팀의 내셔널리그 2015와 내셔널리그 2016 통합우승에 공헌하였다. 2017년 울산 현대미포조선이 해체되며 경주시민축구단으로 이적하였다. 이후 천안시청 축구단에서 한시즌, 양평fc에서 한시즌을 지낸 후 창단팀 거제시민축구단으로 이적하였다.

## 클럽

### 울산 현대미포조선
- 내셔널리그
  - 우승 2회 : 2015, 2016